# 提摩西·梅拉克
提摩西·梅拉克（英語：Timothy Matlack，1736年3月28日—1829年4月14日）是一位啤酒相關事業家，後來成為美國獨立戰爭的領導者之一，並於戰爭期間擔任賓夕法尼亞州聯邦書記並於1780年代表該州參與第二屆美國大陸會議。他是美國獨立宣言原稿的謄寫人。